# Casa Mița Biciclista
Casa Mița Biciclista (cunoscută și sub numele de Casa Teodorescu, după Constantin Teodorescu) este un monument istoric aflat pe teritoriul municipiului București. Numele ei provine de la Maria Mihăescu. 

## Descriere
Proiectată de arhitectul N. C. Mihăescu, casa Beaux-Arts cu influențe Art Nouveau are fațade bogat ornamentate, cu balcoane și reliefuri cu heruvimi, lei și cupidoni. Numele casei amintește de apelativul proprietarei Maria Mihăescu, prima femeie din București care a mers pe bicicletă, cunoscută pentru viața extravagantă și luxoasă pe care o ducea. Casa este pe colț, la intersecția dintre străzile Biserica Amzei și Christian Tell. 
Casa a fost renovată în 2022. Grupul spaniol Mantor, jucător activ pe piața construcțiilor din România, a executat lucrările de consolidare ale casei, investiția ajungând la 4,5 milioane de euro.
„În procesul de consolidare și restaurare a clădirii s-au păstrat toate mulurile acoperișurilor și șemineele cu valoare istorică. Șarpantele și pereții au fost consolidați în întregul imobil, iar tâmplăria corpurilor monumente s-a restaurat în totalitate, cu o recuperare de mai bine de 50% din parchetul corpului principal. Totodată, s-a realizat anveloparea clădirii, inclusiv pentru structurile de lemn ”— Tomás Manjón, co-fondator Mantor Group

Casa a fost deschisă pentru public în luna noiembrie 2022 cu un bal organizat de Asociația Română pentru Cultură, Educație și Normalitate (ARCEN). 

## Galerie

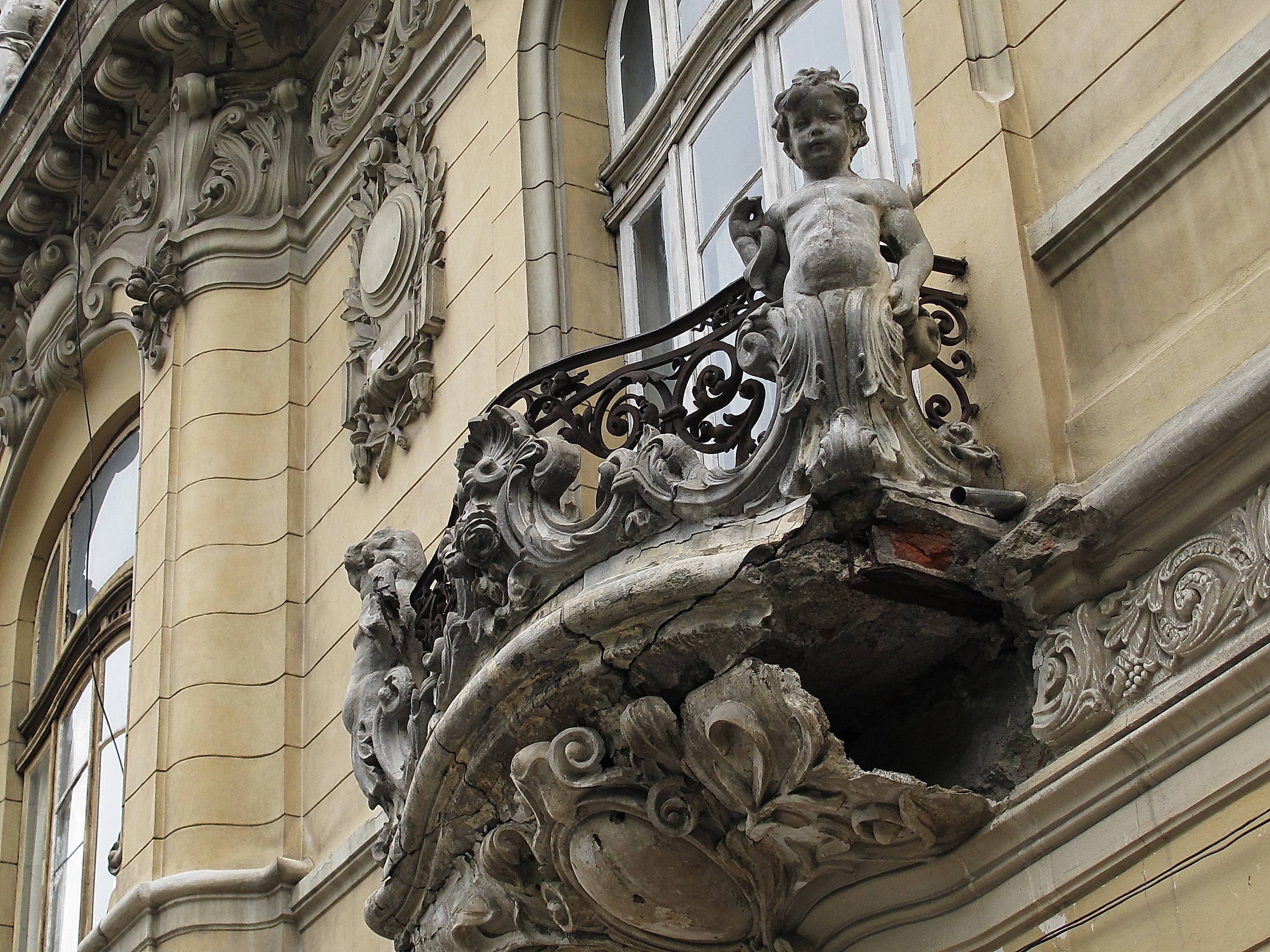
Detaliu al casei în mai 2010
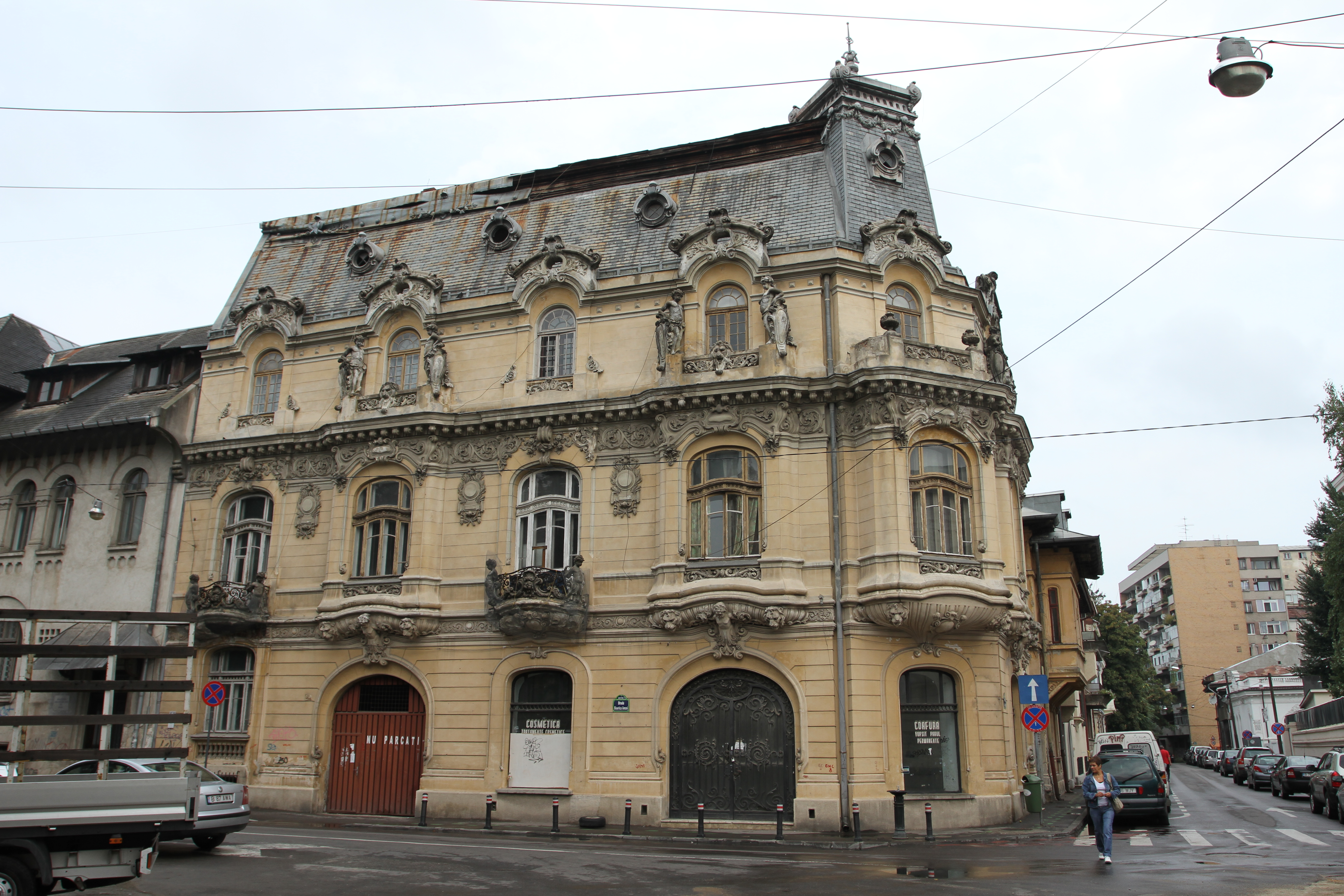
Casa în septembrie 2011, înainte de începerea renovării
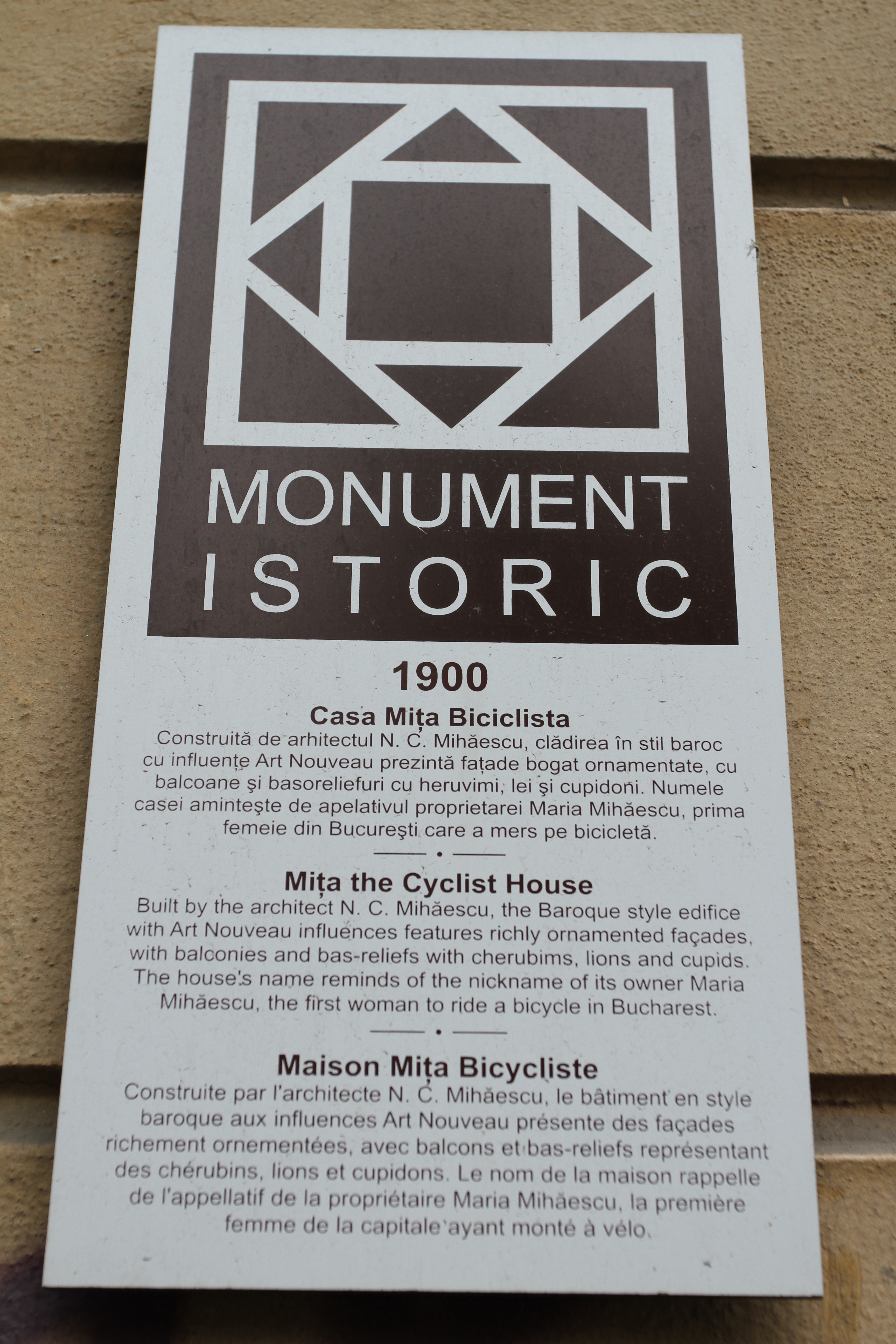
Plăcuță descriptivă pozată în septembrie 2011
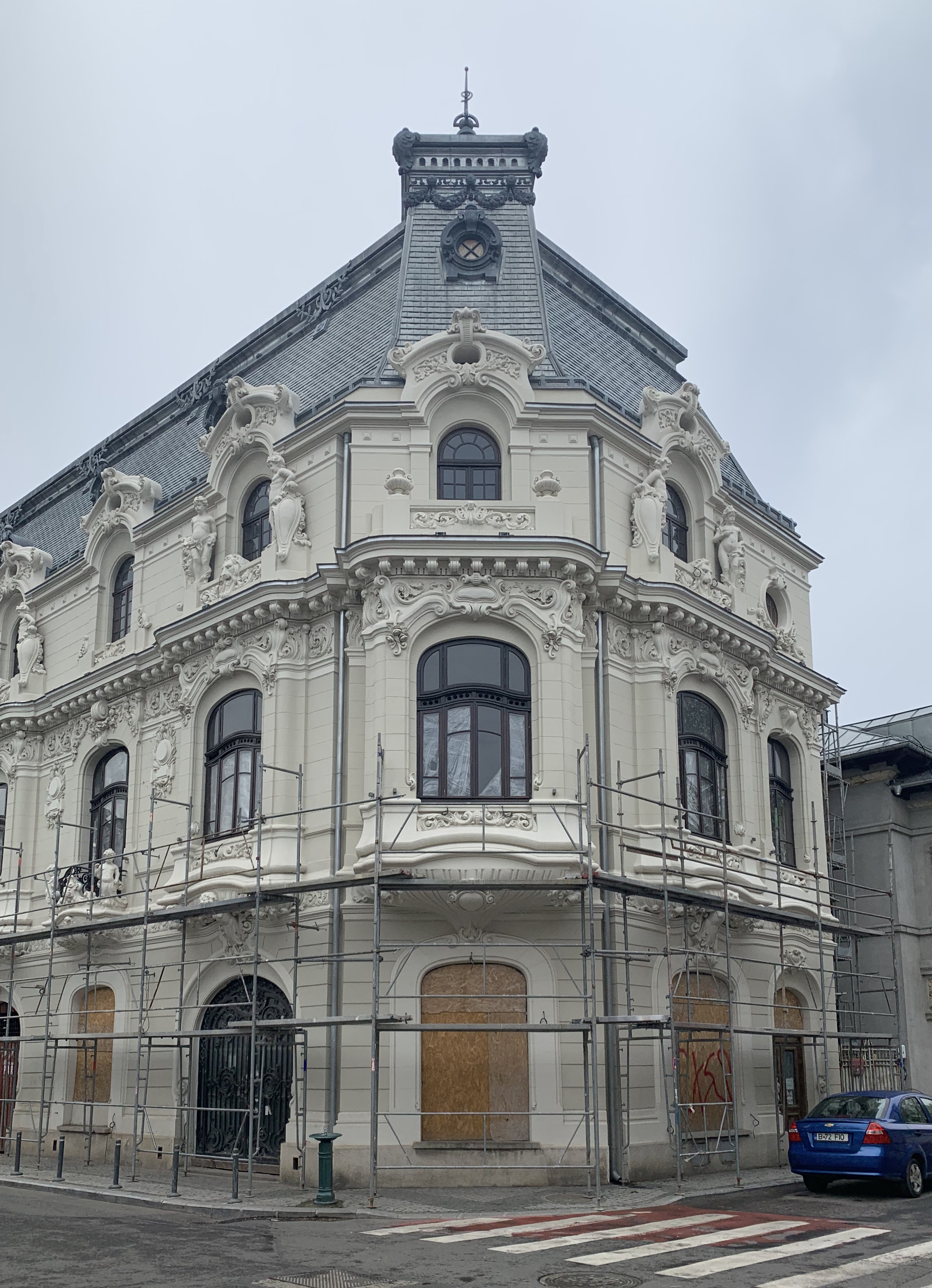
Colțul casei în aprilie 2019, în timpul renovării
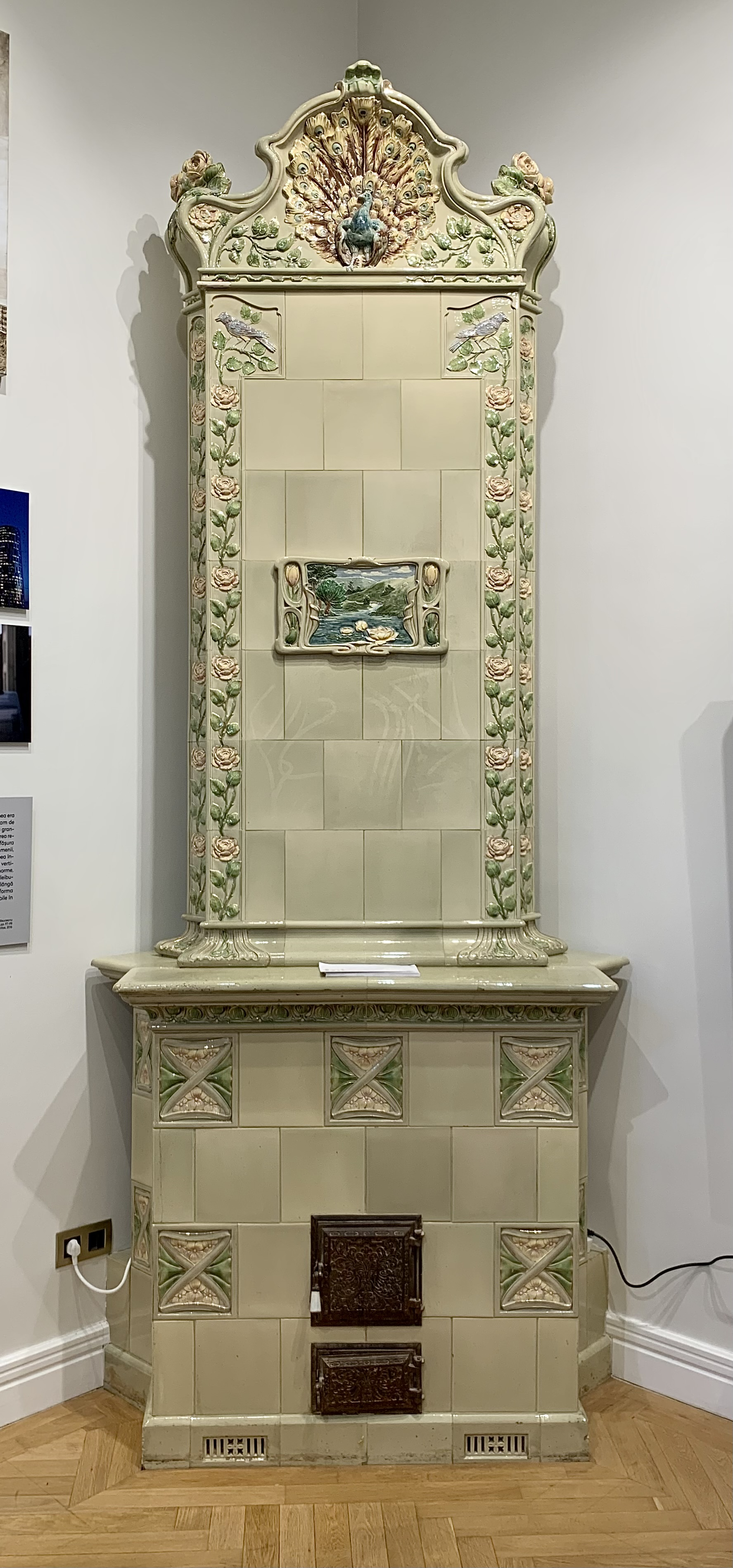
Sobă Art Nouveau policromă